# Tamborrada
Una tamborrada o tamborada es una gran concentración de tamborileros o repicantes, tocando todos a la vez de forma prolongada, intensa y acompasada, tanto de día como de noche, en espacios públicos de pueblos y ciudades. Se trata de un ritual típico y de interés turístico en diversas localidades españolas. Muchas tamboradas forman parte de las celebraciones católicas de la Semana Santa y revisten una significación especial en función de los lugares, días y momentos en que se ejecutan, como es el caso de la Tamborada de Semana Santa de Hellín. También las hay de origen militar, como en el caso de la tamborrada de San Sebastián.
En 2018, las Tamboradas fueron declaradas Patrimonio Cultural Inmaterial de la Humanidad por la UNESCO.

## Características
La fabricación de los instrumentos, así como de las indumentarias utilizadas en las tamboradas son totalmente artesanales, con diferentes tamaños, composición y la forma de usarse. Los tambores se dividen en dos tipos: el barril y el tambor.
La fabricación de los instrumentos y de las indumentarias propician el desarrollo de una rica artesanía local en la que desempeñan un papel importante las familias en general, y más concretamente las mujeres. Además, la celebración de comidas en común en los espacios públicos consolida los lazos de convivencia entre los miembros de las comunidades que preparan, a lo largo de todo el año, estas festividades rituales. Los miembros más experimentados de los grupos de tamboreros se encargan de transmitir las prácticas y conocimientos correspondientes a los más bisoños, comunicándoles un fuerte sentimiento de pertenencia al grupo y de honda identificación con este ritual colectivo. Su transmisión intergeneracional también se efectúa mediante la organización de tamboradas nacionales e infantiles, de concursos diversos y de talleres de aprendizaje del repique o de confección y bordado de indumentarias tradicionales.

## Localizaciones

### Castilla-La Mancha

#### Provincia de Albacete
- Caudete (Albacete)

Dentro de las celebraciones de Semana Santa, en la noche del Martes Santo se organiza la Tamborrada. Es un acto joven en esta población, ya que tiene lugar desde el año 2004, pero cuenta con una gran participación. Durante buena parte de la noche, suenan incesantemente los tambores en esta población albaceteña.
- Hellín (Albacete)

Las tamboradas de la Semana Santa de Hellín congregan a cerca de 25.000 tamborileros, bien de manera individual, o formando grupos o peñas. Tuvo su origen en las procesiones, ya que el Santo San Vicente Ferrer tenía la costumbre de encabezar sus procesiones con dos tamborileros que anunciaban el paso de los penitentes para que el público no molestara. Así comenzó la costumbre del toque de tambor entre los hellineros. Tan importante es este instrumento musical que ha producido una actividad artesana. Con antelación a estas fechas algunos vecinos se dedican a construir o reparar los tambores, cuyo eco será imprescindible en esos días. Las tamboradas transcurren entre el incesante y ensordecedor "rugido" de los miles de tambores, pudiéndose también apreciar "exhibiciones" en el redoble y "piques" entre peñas por imponer su toque. Las tamboradas de Hellín tienen diferentes momentos importantes, uno de ellos es la subida al Calvario en las primeras horas del Viernes Santo. Tras haber estado toda la noche tocando el tambor, se sube acompañando a la procesión. Y el otro gran momento es el silencio que se produce el Domingo de Resurrección, cuando más de 30.000 personas enmudecen, incluyendo a los tamborileros, para presenciar el encuentro entre las imágenes de Nuestra Señora de los Dolores y el Cristo Resucitado, para, una vez producido este, estallar un estruendo de "racataplás" como símbolo de la alegría por la Resurrección.
- Tobarra (Albacete) Monumento al Tambor (Tobarra)

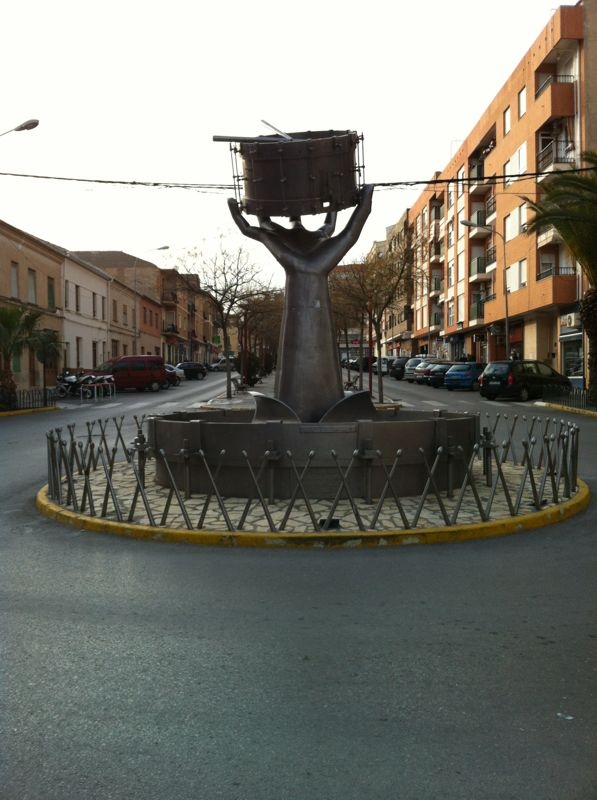
Monumento al Tambor (Tobarra)

Como parte de su Semana Santa. Es el lugar de más horas de toque en España: 104 horas ininterrumpidamente (las que van desde las 4 de la tarde del Miércoles Santo hasta las 12 de la noche del Domingo de Resurrección; a excepción del acto de la Bendición y el Encuentro). Los tamborileros tobarreños interpretan sus toques típicos de forma individual, en actos multitudinarios (la tamborada escolar, quedadas organizadas por la Asociación de Amigos del Tambor o cuadrillas y el acto de cierre) o en cuadrilla o peña. El tambor es el gran protagonista y elemento distintivo de esta localidad.

### Aragón
Característica de la Semana Santa en la provincia de Teruel. Son especialmente conocidas y con gran participación las Rompidas de la hora de Calanda, Andorra y de Hijar. Con mucha participación en el resto de la Comunidad en las Horas Santas de la propia localidad. El director de cine aragonés Carlos Saura inmortalizó esta práctica propia de la localidad natal del también director Luis Buñuel en la película Peppermint Frappé.

### Región de Murcia
Como parte de la Semana Santa en la Región de Murcia.
Mas concreto en la localidad de Mula. Los tambores de Mula.

### País Vasco
Cuya denominación en euskera es danborrada.

#### Guipúzcoa

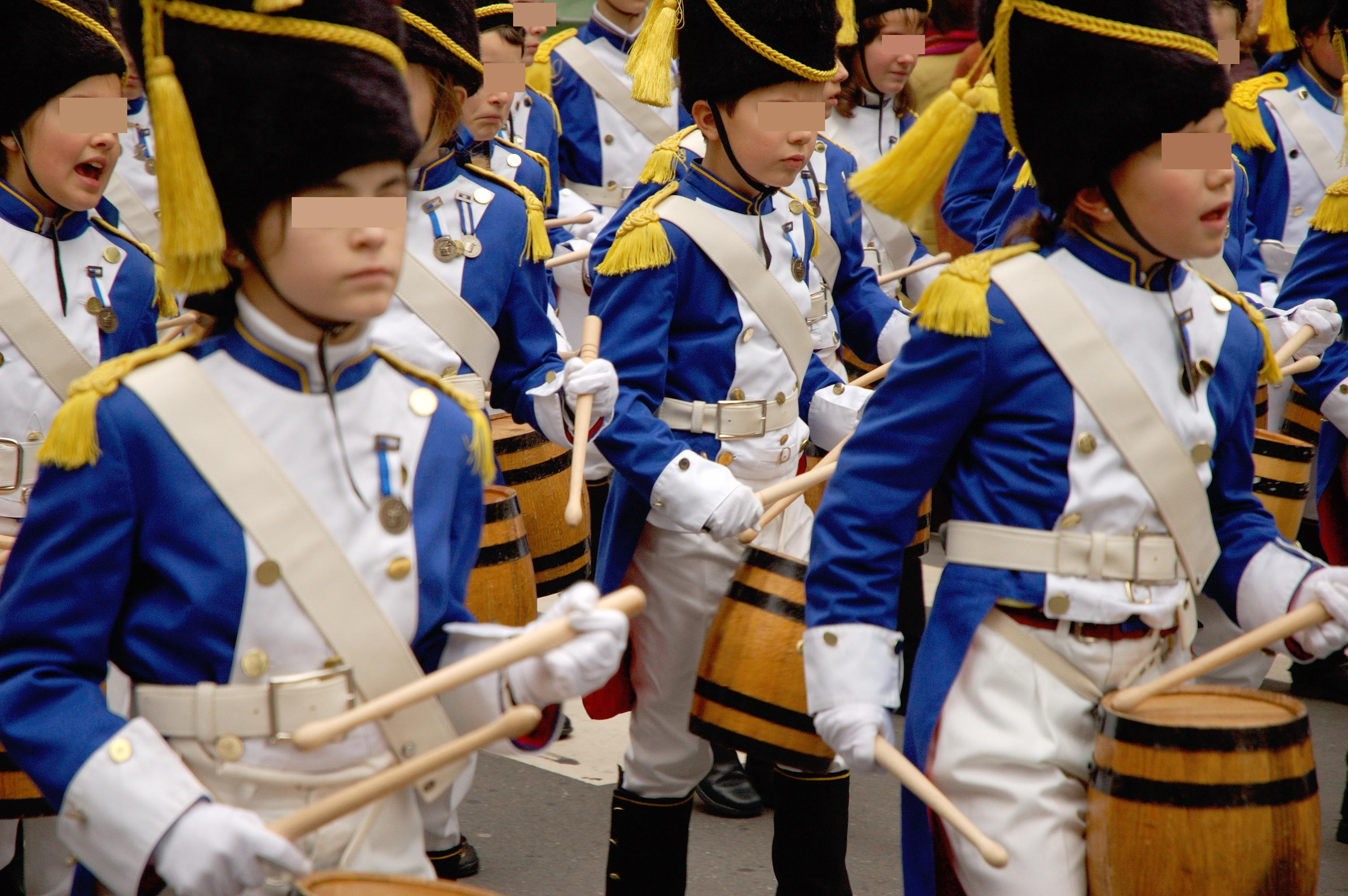
Desfile de una de las compañías de la Tamborrada infantil de San Sebastián.

Guipúzcoa es el escenario de algunas de las tamborradas más célebres de España: la tamborrada de San Sebastián (20 de enero - San Sebastián). También son reseñables la tamborrada de Ordicia (24 de julio), Éibar (23 de junio - San Juan) y Azpeitia (San Sebastián, 20 de enero). Los alardes de San Marcial en Irún (30 de junio - San Marcial) y Fuenterrabía (8 de septiembre - Virgen de Guadalupe) no son tamborradas propiamente dichas, sino, como su denominación indica, alardes, en los que los tambores y pífanos, en número limitado en comparación con el resto de participantes, ejecutan el acompañamiento a la revista de armas que es su verdadera vocación.

#### Álava
El 28 de abril con la festividad del santo patrón de Álava (San Prudencio), se celebra en Vitoria la tamborrada en la que participan las sociedades gastronómicas de la ciudad.

### Comunidad Valenciana

#### Provincia de Alicante
- Elche (Alicante) Se celebra el Sábado Santo desde las 12:00 a las 13:30 horas en la Plaça de Baix, se trata de una tamborrada donde los cofrades y resto de vecinos de la ciudad tocan sus tambores, timbales y bombos emulando la Rompida de la Hora que se celebra tradicionalmente en varias localidades del Bajo Aragón y las tamborradas que se celebran en otras poblaciones de provincias vecinas como Alcira o Hellín. [4]

#### Provincia de Valencia
- Alcira (Valencia)

#### Provincia de Castellón
- En Alcora (Castellón) recibe el nombre de Rompida de la Hora y tiene lugar el Viernes Santo a las 12 del mediodía, en el que tras el silencio, más de mil tambores y bombos tapan el sonido de las campanas en un gran estruendo percutido, simultáneo y acompasado. Tiene doble significado: religioso, simbolizando el cataclismo de la tierra que la biblia narra tras la muerte de Cristo; social, simbolizando la diversidad de la humanidad, a través de las diferentes túnicas de colores, unida y sin prejuicios, pidiendo por la paz y la convivencia en un mismo toque. Además, en los últimos años, los fondos recaudados con artículos promocionales van destinados a diversas ONG.

### Andalucía

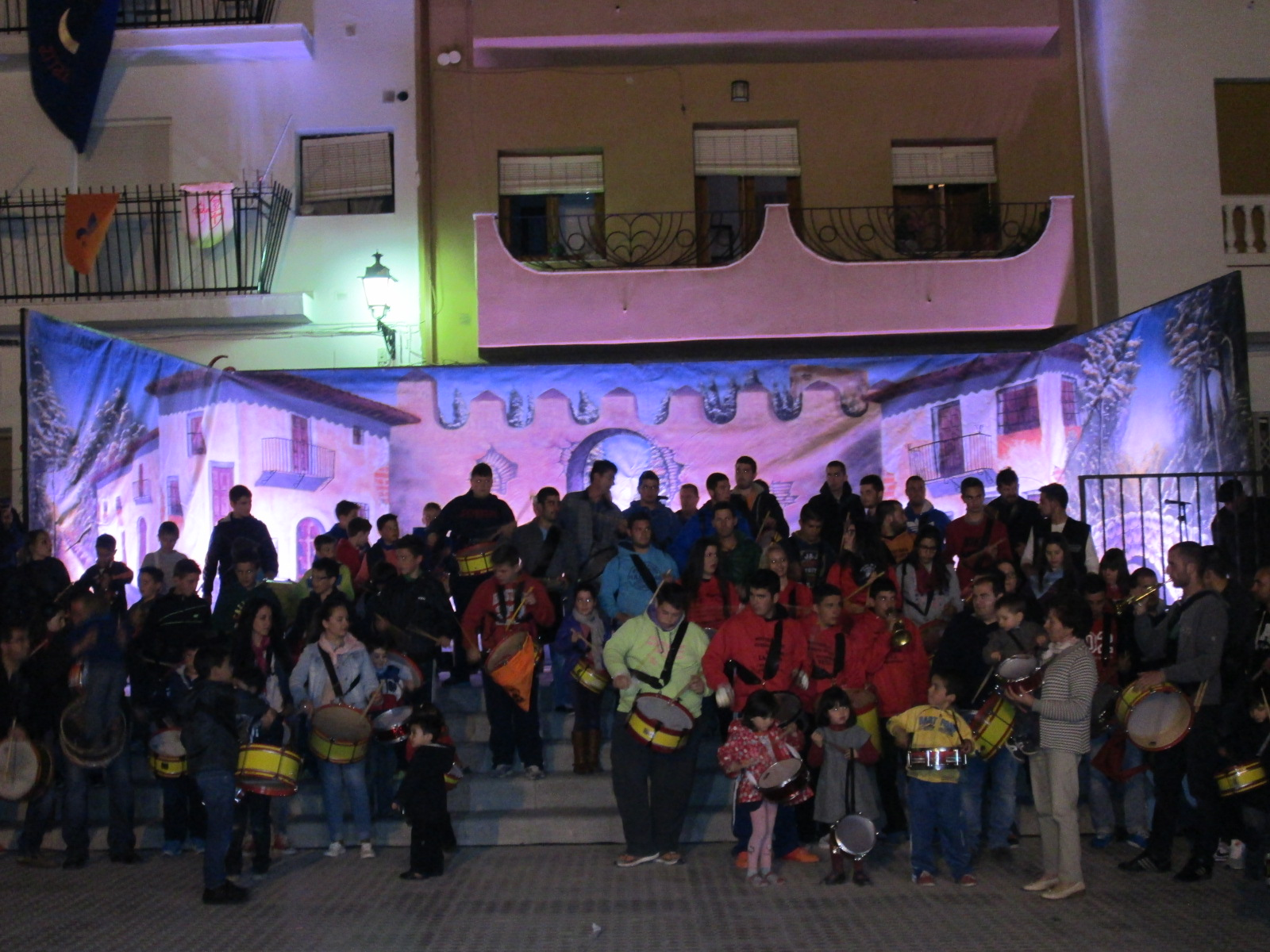
Preludio de las Fiestas de Moros y Cristianos y Diablos de Zújar

- Preludio de las Fiestas de Moros y Cristianos y Diablos de ZújarEn Zújar (Granada) se celebra de una concentración jubilosa y extraordinaria de varios cientos de jóvenes que, partiendo de la Plaza Mayor, con sus tambores desfilan por la Villa Zújar como preludio de las Fiestas de Moros y Cristianos y Diablos de la Villa que se celebran en honor a la Virgen de la Cabeza el último fin de semana del mes de abril.